# Ascophyllum nodosum
Az Ascophyllum nodosum a sárgásmoszatok (Stramenopila) kládjának és a Gyrista törzs egyik faja.
Nemzetségének az egyetlen faja.

## Előfordulása
Az Ascophyllum nodosum előfordulási területe az Atlanti-óceán északi fele. Eme óceán mindkét partmentén fellelhető; Európában Portugáliától egészen a Spitzbergákig, míg a nyugati parton a Chesapeake-öböltől Grönlandig. Újabban a kaliforniai San Francisco-öbölben is észlelték; azonban itt félő, hogy inváziós fajjá válik.

## Megjelenése
Ennek a sárgamoszatnak nagy, levélszerű képződményei vannak, melyeken tojás alakú hólyagok láthatók. A 2 méteresre is megnövő „levelek” szürkék vagy méregzöld színűek, a hólyagok világossárgák. Gyökérszerű képződmény rögzíti a vízalatti sziklákhoz.

## Életmódja
Ez a moszat a partok mentén, a vízalatti sziklákra rögzülve él; nagy és sűrű telepeket alkot. Apálykor gyakran a szárazra kerül, viszont ezt az állapotot jól tűri. Gyakran a rokon Fucus-fajokkal él együtt. Az Ascophyllum nodosum, mint sok más sárgamoszat fontos táplálékforrása és rejtekhelye a tengeri állatoknak. Körülbelül 5 évesen válik ivaréretté.

### Fordítás
- Ez a szócikk részben vagy egészben  az   Ascophyllum című angol Wikipédia-szócikk ezen változatának fordításán alapul.  Az eredeti cikk szerkesztőit annak laptörténete sorolja fel. Ez a jelzés csupán a megfogalmazás eredetét és a szerzői jogokat jelzi, nem szolgál a cikkben szereplő információk forrásmegjelöléseként.